# Lia Celi
Lia Celi (Parma, 16 ottobre 1965) è una scrittrice, giornalista, umorista, autrice e conduttrice televisiva italiana.

## Biografia
Ha vissuto a Pordenone, Rimini, Bologna: è stata autrice di testi satirici per Cuore, Smemoranda, Avvenimenti. Come autrice televisiva e radiofonica ha collaborato ai testi di Pippo Chennedy Show e La Barcaccia. Gestisce un blog su internet.
Dal 6 maggio 2013 conduce Celi, mio marito! su Rai 3.
È stata sposata con Roberto Grassilli ed è madre di quattro figli.

## Opere
- La piada nella roccia. [Guida comica di Rimini], con Paolo Cananzi, Rimini, ONU-Guaraldi, 1993. ISBN 88-86025-85-8; Milano, Comix, 1996. ISBN 88-7686-698-1.
- Boia per signora, Milano, Sperling & Kupfer, 1995. ISBN 88-200-2047-5.
- Il cassetto nel racconto, Milano, Sperling & Kupfer, 1997. ISBN 88-200-2488-8.
- Suonala ancora, Cozzetta, Trieste, EL, 1997. ISBN 88-477-0119-8.
- Guida ai figli unici, Roma, Adn Kronos Libri, 1998. ISBN 88-7118-055-0.
- Il manuale della baby-sitter, Roma, Adn Kronos Libri, 1998. ISBN 88-7118-056-9.
- Il manuale di cartomanzia, Roma, Adn Kronos Libri, 1999. ISBN 88-7118-096-8.
- La stella di Chandrapur, Milano, The Walt Disney company Italia, 2000. ISBN 88-7309-698-0.
- Dancing star, Milano, Buena Vista, 2001. ISBN 88-8437-017-5.
- Salvare le modifiche prima di chiudere? Paginatre, dal secolo scorso la satira in rete, Torino, Einaudi, 2001. ISBN 88-06-15374-9.
- L'angelo disubbidiente. La leggenda di Marlene Dietrich, San Dorligo della Valle, EL, 2004. ISBN 88-477-1448-6.
- Alieni a Rimini! Come integrarsi fra i riminesi senza perdere il buonumore, Rimini, Comune, 2005.
- Anita Garibaldi, San Dorligo della Valle, EL, 2006. ISBN 88-477-1874-0.
- Il caso Gaudenzo, Rimini, Chiamami città, 2008.
- Con le ali ai piedi, San Dorligo della Valle, EL, 2009. ISBN 978-88-477-2480-8.
- Crystal circus, San Dorligo della Valle, EL, 2009. ISBN 978-88-477-2481-5.
- Kiss and cry, San Dorligo della Valle, EL, 2009. ISBN 978-88-477-2482-2.
- Ghiaccio d'estate, San Dorligo della Valle, EL, 2009. ISBN 978-88-477-2483-9.
- Un sogno si avvera, San Dorligo della Valle, EL, 2009. ISBN 978-88-477-2561-4.
- Insieme si vola, San Dorligo della Valle, EL, 2009. ISBN 978-88-477-2562-1.
- Amiche a fil di lama, San Dorligo della Valle, EL, 2010. ISBN 978-88-477-2642-0.
- La sfida più grande, San Dorligo della Valle, EL, 2010. ISBN 978-88-477-2703-8.
- Piccole donne rompono. Diario di una mamma imperfetta, Milano, Rizzoli, 2010. ISBN 978-88-17-04016-7.
- Tiralo fuori se hai coraggio! Manuale per pubblicare e autopubblicare il tuo manoscritto, con Sonia Mariotti, Paolo Pagnini e Andrea Santangelo, Rimini, Bookstones, 2011. ISBN 978-88-904644-7-8.
- Corso di sopravvivenza per consumisti in crisi, Roma-Bari, Laterza, 2012. ISBN 978-88-420-9924-6.
- Mai stati meglio: guarire ogni malanno con la storia, con Andrea Santangelo,   UTET, 2014. ISBN 8851120943
- Caterina La Magnifica: vita straordinaria di una geniale innovatrice, con Andrea Santangelo,   UTET, 2015. ISBN 978-8851132361
- Pallavolo: che passione!, illustrazioni di Donata Pizzato, Piemme, 2015. ISBN 978-8856647709
- Volley Star: Una fuoriclasse in campo, Piemme, 2015, pp. 133, ISBN 9788856647716.
- Tre dee alla scuola media, illustrazioni di Giulia Sagramola, Piemme, 2018. ISBN 978-8856666267
- Tre dee alla scuola media: Olympos' got talent, illustrazioni di Giulia Sagramola, Piemme, 2019. ISBN 978-8856672299
- Quella sporca donnina. Dodici seduttrici che hanno cambiato il mondo, UTET, 2020. ISBN 978-8851177980

| Controllo di autorità | VIAF (EN) 14915029 · ISNI (EN) 0000 0001 1556 3349 · SBN UBOV097550 · LCCN (EN) n95019913 · BNE (ES) XX4928844 (data) · BNF (FR) cb13196747n (data) |